# 米克森岩
米克森岩（英語：Mixon Rocks）是南極洲的岩石，位於奧次地，處於加達林嶺以西5公里，屬於阿倫山的一部分，在1964年由新西蘭的研究隊勘察，現時由南極條約體系管理。